# Putis
Putis es un caserío rural al sur del Perú. Se encuentra localizado en el distrito de Santillana, provincia de Huanta en la Región Ayacucho. Putis es conocido por haber sido el lugar de una fosa común durante la década de 1980, donde 123 personas, entre hombres mujeres y niños, fueron asesinados.

## Masacre de Putis
Según un informe preparado por la Comisión de la Verdad y Reconciliación, el grupo subversivo Sendero Luminoso tuvo una activa presencia en la provincia de Huanta desde que estalló el conflicto armado interno en el Perú en 1980. En 1983, Sendero Luminoso asesinó al teniente gobernador de Putis, Santos Quispe Saavedra, y llevaron a cabo actos similares de violencia en las localidades cercanas; como resultado, los pobladores de Putis se vieron forzados a buscar refugio en las montañas.
Para evitar esta amenaza, las Fuerzas Armadas establecieron una base militar en Putis en noviembre de 1984 y convocaron a todos los refugiados a volver a la comunidad. A su regreso, en diciembre de 1984, los militares ordenaron cavar un foso a los hombres de la comunidad, luego reunieron a toda la población a su alrededor, ejecutaron a cada uno de ellos con armas de fuego y los enterraron en el hoyo excavado. Se cree que la razón de estas ejecuciones fueron el hecho de que se consideraran sospechosos a los habitantes de Putis de simpatizar con Sendero Luminoso así como la intención de apropiarse y vender el ganado de la comunidad.
El número total de víctimas es estimado en 123 hombres y mujeres pertenecientes a los poblados de Cayramayo, Vizcatánpata, Orccohuasi y Putis; 19 de ellos fueron menores de edad. La Comisión de la Verdad y Reconciliación ha identificado dos fosas comunes en Putis, una a la espalda de la iglesia y la otra dentro de la escuela. Algunos habitantes de Putis sobrevivieron a la masacre permaneciendo en las montañas, en donde se quedaron hasta que algunos de ellos retornaron en 1997; hacia el año 2002 unas diez familias vivían en Putis.
En mayo de 2008, un grupo de investigadores forenses empezó tardíamente la exhumación de las fosas comunes de Putis siguiendo la recomendación que la Comisión de la Verdad y Reconciliación hiciera en 2003 de investigar todos los lugares donde puedan haber ocurrido tales masacres. Cerca de 50 familiares de las personas asesinadas se sumaron a los investigadores para presenciar la recuperación de los restos de sus familias. A pesar de los procedimientos de exhumación, nadie ha sido hasta el momento acusado por la masacre de Putis ya que el ejército peruano rehúsa dar una explicación sobre el incidente, aduciendo que toda la documentación relacionada fue quemada.
De los 92 cuerpos investigados, el 45% corresponde a jóvenes menores de 17 años, según el Equipo Peruano de Antropología Forense (EPAF). En agosto de 2009 se celebró un funeral masivo para estas 92 víctimas. Los restos de solamente veintiocho fueron identificados mediante el uso de ADN y muchos de los ataúdes contenían solo restos parciales.